# Ga Phaya Thai

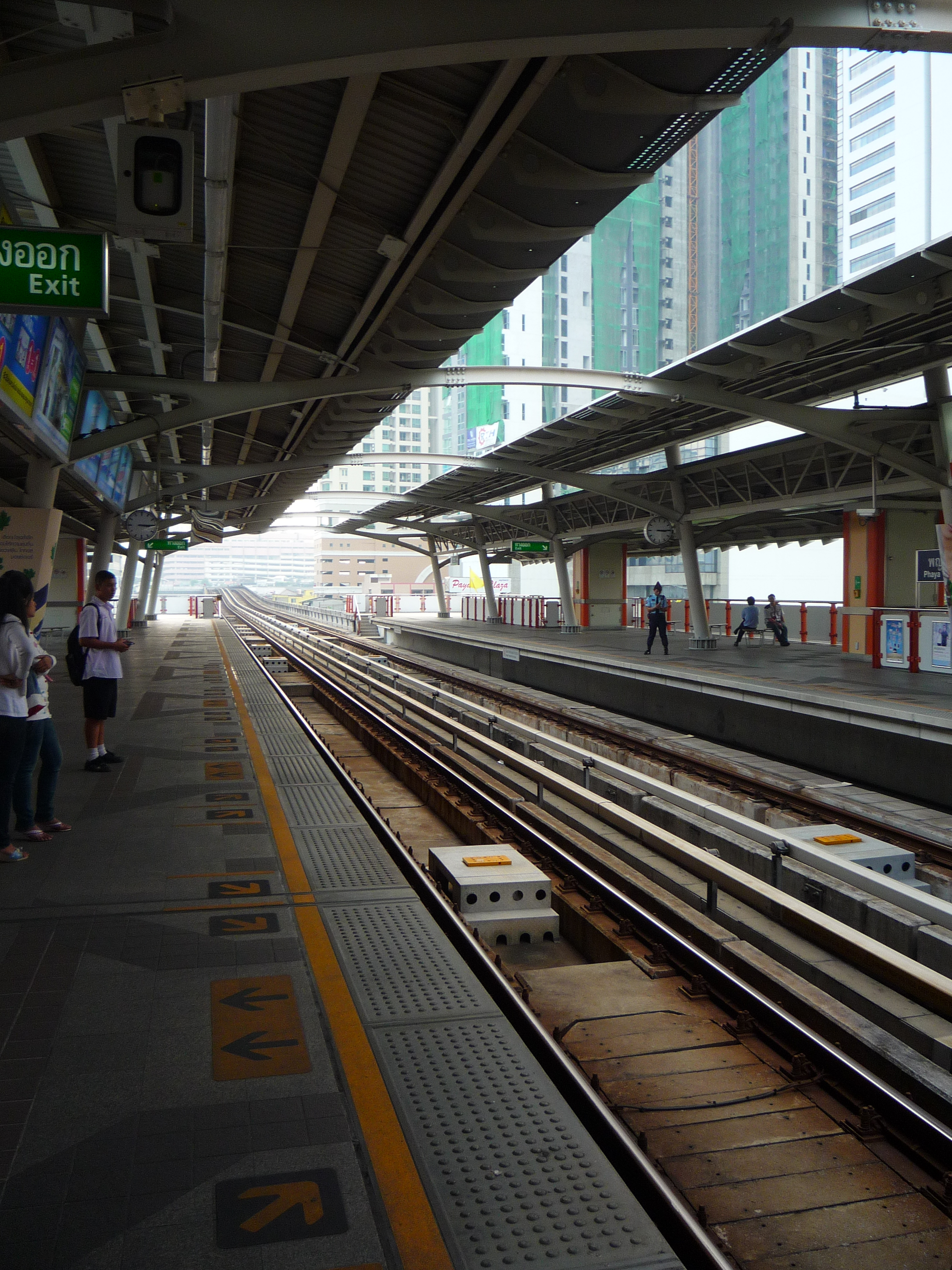
Ga Phaya Thai BTS

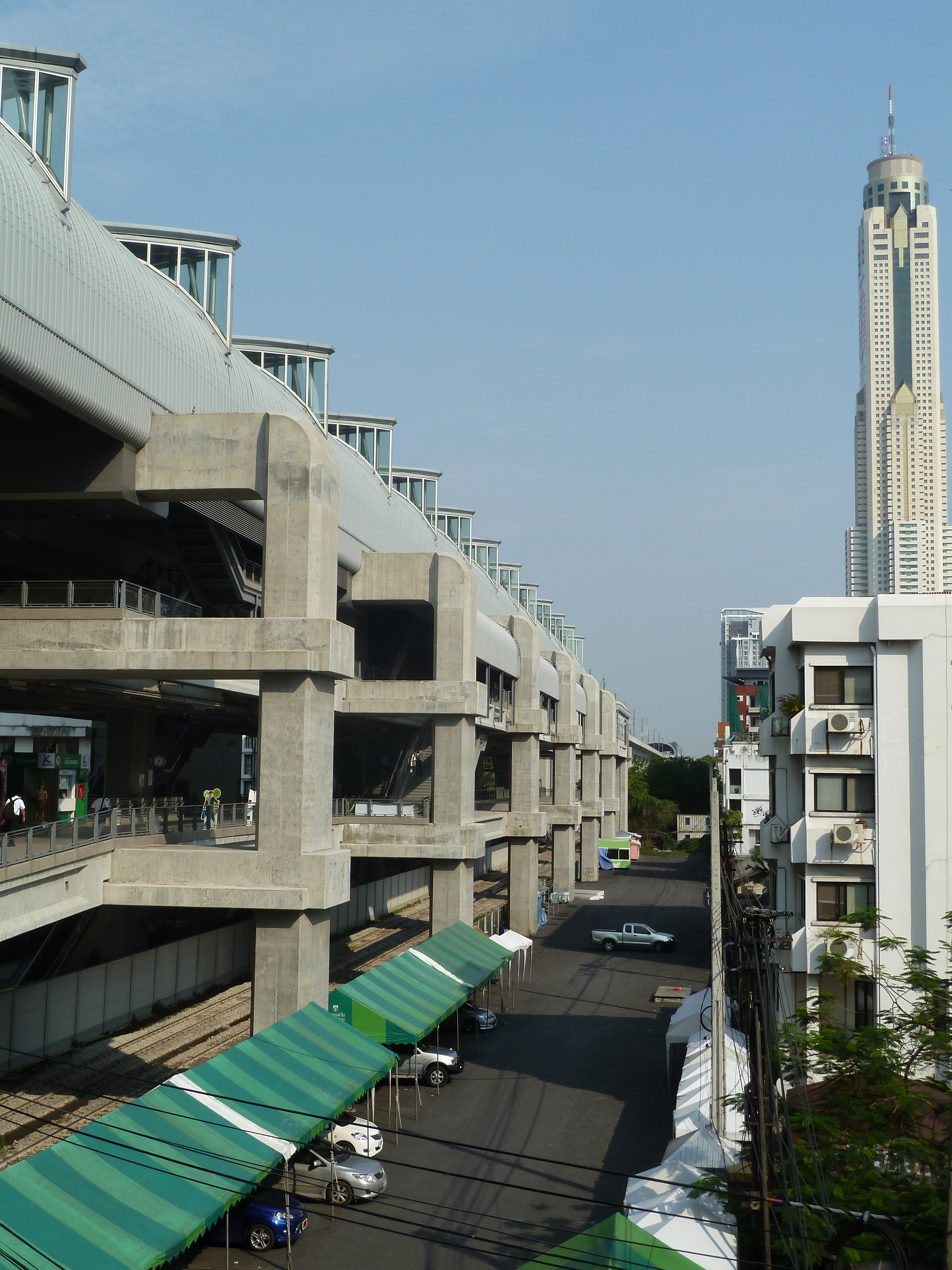
Ga Phaya Thai ARL

Ga Phaya Thai (tiếng Thái: สถานีพญาไท) là ga tàu điện của  Tuyến đường sắt sân bay  BTS  Tuyến Sukhumvit  và nó nằm ở quận Ratchathewi, Bangkok, Thái Lan. Ga liên kết sân bay nằm trên tuyến đường sắt phía Đông trên Đường Phaya Thai. Nó nối trực tiếp với BTS Tuyến Sukhumvit tại một phía Tây ga Phaya Thai. Nhà ga nằm giữa tòa nhà chính phủ, tòa tháp văn phòng và chung cư cao tầng dọc với đường Phaya Thai và Si Ayutthaya. Cung điện Suan Pakkad (tiếng Thái: วังสวนผักกาด), bảo tàng đồ cổ truyền thống Thái và phòng triển lãm nằm gần phía Đông nhà ga.
Ga liên kết sân bay là ga cuối của Tuyến Thành phố, nó dừng lại mỗi trạm Sân bay Suvarnabhumi bao gồm Ga City Air (ga cuối của tuyến tốc hành sân bay).

## Bố trí ga

### Đường sắt liên kết sân bay
| P Sân ga                            |                                                         |                                                   |
| Bên hông tàu, cửa sẽ mở ra bên phải |                                                         |                                                   |
| Sân ga 1                            | Tuyến Thành phố và Tuyến tốc hành hướng đi Suvarnabhumi |                                                   |
| Sân ga 2                            | Tuyến Thành phố và Tuyến tốc hành hướng đi Suvarnabhumi |                                                   |
| Bên hông tàu, cửa sẽ mở ra bên trái |                                                         |                                                   |
| C Vé                                | Vé                                                      | Trung tâm dịch vụ khách hàng Quầy vé, máy bán vé. |
| I                                   | -                                                       | Lối thoát, Skywalk đến Tuyến Sukhumvit            |

### Tuyến BTS Sukhumvit
| U3 Sân ga                           |                                  | |
| Bên hông tàu, cửa sẽ mở ra bên trái |                                  | |
| Sân ga 1                            | Tuyến Sukhumvit hướng đi Bearing | |
| Sân ga 2                            | Tuyến Sukhumvit hướng đi Mo Chit | |
| Bên hông tàu, cửa sẽ mở ra bên trái |                                  | |
| U2 Vé                               | Vé                               | Lối thoát 1-4, trung tâm dịch vụ khách hàng Quầy vé, máy bán vé Skywalk đến Tuyến đường sắt sân bay . |

## Hình ảnh

Bảng hiệu ga Phaya Thai (BTS)
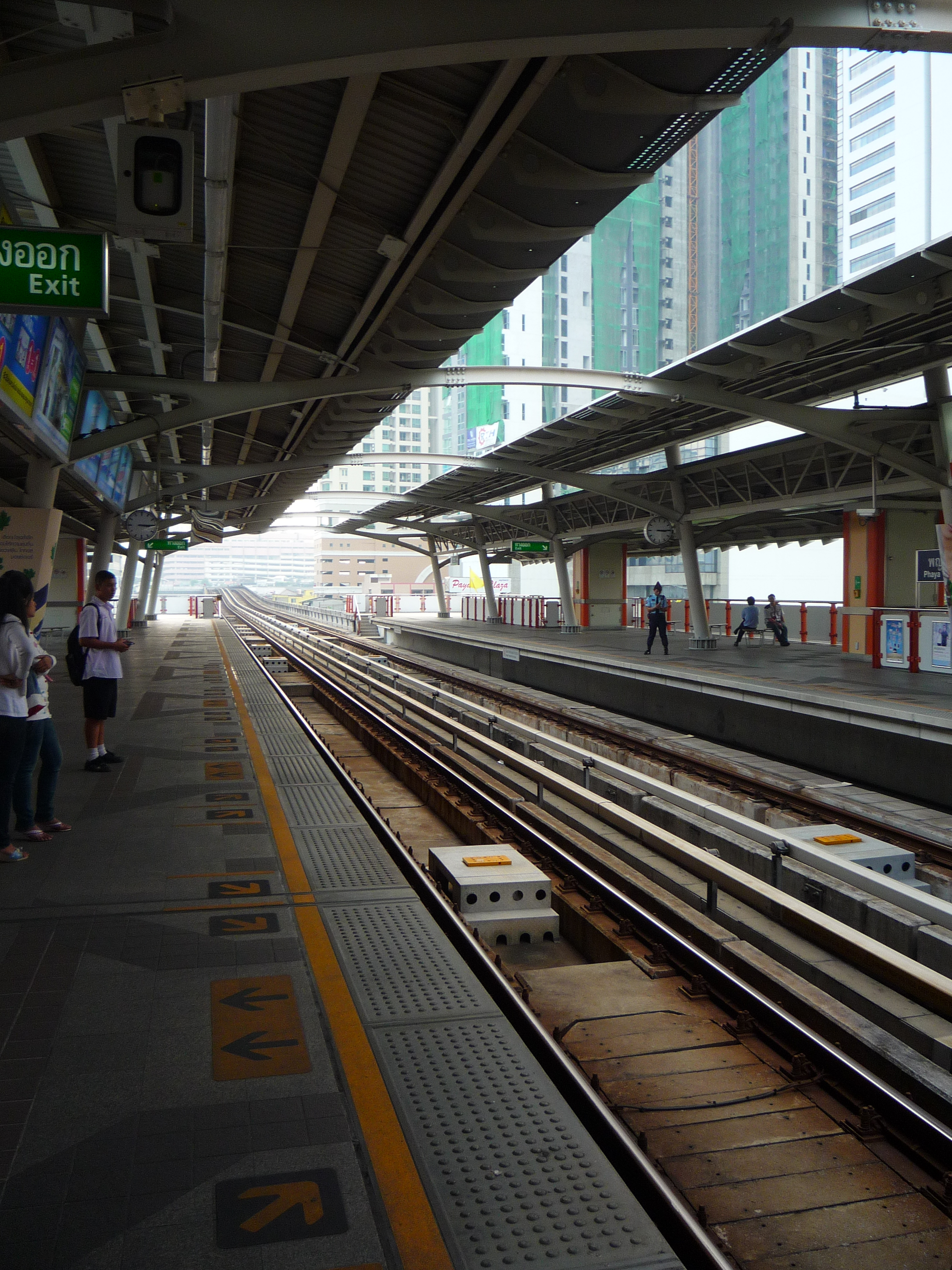
Ke ga BTS
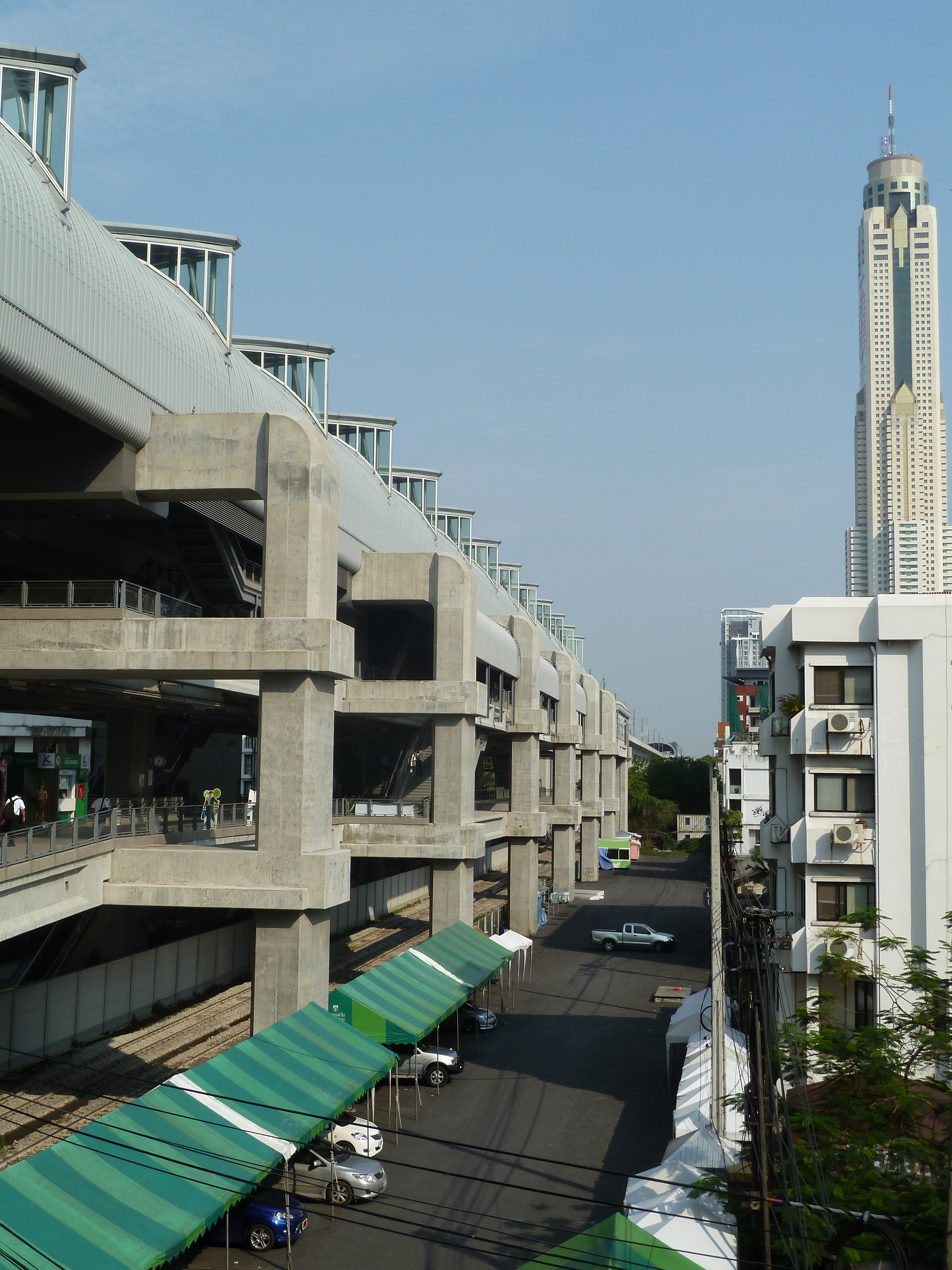
Ga ARL
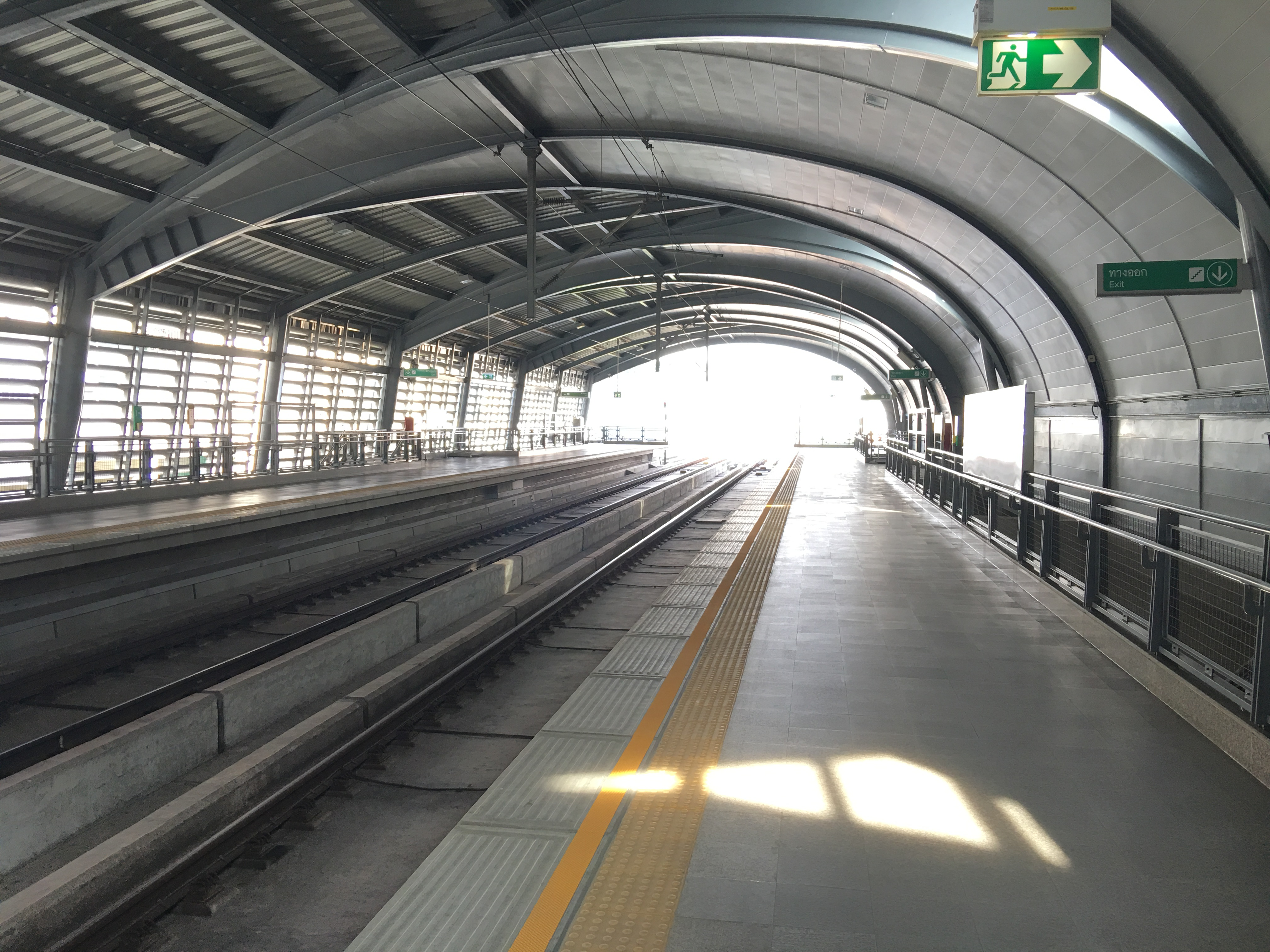
Ke ga ARL